# Бурынский район
Буры́нский либо Бурыньский райо́н (укр. Буринський район) — упразднённая административно-территориальное образование в Сумской области Украины.

## Географическое положение
Бурынский район расположен в центре Сумской области. С ним соседствуют Путивльский, Конотопский, Роменский, Недригайловский и Белопольский районы.
Административным центром района является город (c 1964 года) Бурынь, расположенный на реке Чаша, притоке Сейма (бассейн Днепра). Железнодорожная станции Путивль (на линии Ворожба — Конотоп), на расстоянии 100 км к северо-западу от областного центра Сумы.
По территории района протекают реки Сейм, Терн, Чаша, Вижлица, Курица, Биж, Ромен, Езуч.

## Население
В 1979 году население района составляло 53 500 человек, в 2001 году — 36 933 человека (в том числе городское — 11 607 человек, сельское — 25 326 человек).
По состоянию на 1 января 2019 года, население района составляло 23 548 человек (8 591 человек городского и 14 957 человек сельского).

## История
Город Бурынь принадлежит к старейшим поселениям края. Такое название встречается в старейшей географической памятке отечественной литературы. Так, в «Списке русских городов далеких и близких» в перечне поселений Курского края в 1387—1392 годах упоминается: «Асе Киевские гради Путивль на Семи, Ріьлеск, Куреск на Тускаре… Бирин…» (вероятно, современная Бурынь). Бурынь упоминается и позже, в Литовской метрике конца XV века.
Во время похода князя Игоря Святославовича на половцев весной 1185 года его путь проходил Бурынщиной через село Игоревку. Тогда оно называлось именем Святого Михаила и было владением князей Ольговичей. Не случайно про «Игорево селче» (сельцо) и его богатство упоминается в Ипатьевской летописи, куда данные обШ Игоревке попали из Черниговско-Северских летописных источников. Вероятно, что именно тут часто бывал князь Игорь Святославович, где имел свой дом, «дачу», разные сокровища. Об этом свидетельствуют письмена, найденные на месте древней Игоревки.
С 27.02.1932 Бурынский район входил в Харьковскую, с 15.10.1932 — в Черниговскую область; с 10.01.1939 — в составе Сумской области.
С 15 октября 1932 года вошёл в новообразованную Черниговскую область в составе Украинской Советской Социалистической Республики.
10 января 1939 года Указом Президиума Верховного совета СССР Бурынский район был из состава Черниговской области передан в новообразованную Сумскую область.
1 июня 1960 года к Бурынскому району была присоединена часть территории упразднённого Смеловского района.
17 июля 2020 года в результате административно-территориальной реформы район вошёл в состав Конотопского района.

## Административное устройство
Район включает в себя:
| - Городских советов: 1 - Сельских советов: 22 | - Городов: 1 - Посёлков: 4 - Сёл: 56 |

### Местные советы
| - Бурынский городской совет - Александровский сельский совет - Бижевский сельский совет - Буриковский сельский совет - Верхнесагаревский сельский совет - Вознесенский сельский совет - Воскресенский сельский совет - Гвинтовский сельский совет - Дьяковский сельский совет - Жуковский сельский совет - Клепаловский сельский совет - Михайловский сельский совет | - Николаевский сельский совет - Песковский сельский совет - Слободский сельский совет - Снежковский сельский совет - Степановский сельский совет - Суховерховский сельский совет - Успенковский сельский совет - Хустянковский сельский совет - Червонослободский сельский совет - Череповский сельский совет - Чернечослободский сельский совет |

### Населённые пункты[8]
| с. Александровка с. Атаманское с. Бижевка с. Болотовка с. Бондари с. Бошевка с. Бурики г. Бурынь с. Верхняя Сагаревка с. Викториновка с. Вишневый Яр с. Вознесенка с. Воскресенка с. Гатка с. Гвинтовое с. Голуби с. Дичь с. Дмитровка с. Дьяковка с. Жуковка с. Игоревка | с. Карпенково с. Клепалы с. Коновалово пос. Копылово с. Кореневка пос. Кошарское с. Кубраково пос. Леонтиевка с. Михайловка с. Молодовка с. Нечаевка с. Нижняя Сагаревка с. Николаевка с. Новая Александровка с. Новый Мир с. Нотариусовка с. Пасевины с. Пески с. Романчуково с. Сапушино с. Слобода | с. Снежки с. Сорока пос. Сорочинское с. Степановка с. Суховерховка с. Темное с. Тимофеевка с. Успенка с. Харченки с. Хустянка с. Чалищевка с. Червоная Слобода с. Череповка с. Чернеча Слобода с. Чумаково с. Шевченково с. Шкуматово с. Шпокалка с. Яровое |

#### Ликвидированные населённые пункты[9]
| с. Ерчиха с. Малиев | с. Могильчино пос. Першотравневое | с. Петуховка пос. Радянское |

## Известные уроженцы
- Гетман, Андрей Лаврентьевич (советский военачальник)
- Городисская Генриетта Яковлевна — учёный-биохимик, доктор медицинских наук, профессор, зав. кафедрой биологической химии Нижненовгородской государственной медицинской академии.
- Гудилин Александр Константинович (1947—2008) — украинский авиаконструктор, зам. генерального конструктора запорожского КБ «Прогресс».
- Колесник Раиса Самсоновна — украинская оперная певица, профессор Донецкой консерватории.
- Коноплин-Горный Иван Степанович — русскоязычный писатель-эмигрант, кадровый военный, репрессированный агент ОГПУ-НКВД.
- Морозова Зинаида Дмитриевна — советская разведчица-диверсантка, трагически погибла в Беларуси во время ВОВ.
- Новаченко Николай Петрович — украинский ортопед-травматолог, член-корреспондент Академии медицинских наук СССР (1957), заслуженный деятель науки УССР (1952).
- Павлов Всеволод Владимирович — советский искусствовед-египтолог, доктор искусствоведения, профессор, член Союза художников СССР, заслуженный деятель искусств РФ.
- Педан Адольф Мелентьевич — украинский художник-мультипликатор.
- Резниченко, Яков Терентьевич (1914—1969) — советский военачальник, вице-адмирал.
- Рыжков Виталий Леонидович — советский биолог, ботаник, вирусолог, член-корреспондент АН СССР.
- Фролов Сергей Владимирович (род. 1 июля  1959) — украинский композитор, музыковед.
- Головинский Гай Петрович - Герой Советского Союза.
- Бондаренко Николай Михайлович (1948-2023), украинский художник.